# (17950) Grover
(17950) Grover (1999 JS18) – planetoida z pasa głównego asteroid okrążająca Słońce w ciągu 3,57 lat w średniej odległości 2,33 j.a. Odkryta 10 maja 1999 roku.